# ガブリエル・タッキーノ
ガブリエル・タッキーノ（Gabriel Tacchino、1934年8月4日 - 2023年1月29日）は、フランスのピアニスト。フランシス・プーランク唯一の弟子として知られ、カラヤン指揮ベルリン・フィルハーモニー管弦楽団・ミラノ・スカラ座フィルハーモニー管弦楽団と共演するなど、華やかな演奏経歴をもつ。

## 生涯
1934年8月4日、フランスのカンヌに生まれる。6歳からピアノを学び、ニース地方音楽院で学んだのち、12歳でパリ国立高等音楽院に入学した。1952年プルミエ・プリ（一等賞）をとり卒業すると同時にパリ楽壇にデビューした。
フランシス・プーランク唯一の弟子として、師匠プーランクの流れを汲む、古き良きフランス音楽の伝統・解釈を後進に伝えている。

## 活動歴
1953年ヴィオッティ国際音楽コンクール第一位、1955年ジュネーヴ国際音楽コンクールで一位なしの二位、1956年のアルフレード・カゼッラ国際コンクール第一位など。
カラヤン指揮ベルリン・フィルハーモニー管弦楽団・ミラノ・スカラ座フィルハーモニー管弦楽団と共演するなど、華やかな演奏経歴をもち、ピエール・モントゥー、アンドレ・クリュイタンス、エリック・ラインスドルフといった偉大な指揮者とも共演している。パリ国立高等音楽院で長年教鞭を執り、演奏活動やマスタークラスのほか、EMI、エラート、VOX、VERANYでのレコーディング、ディスク大賞、レコード大賞、ゴールド音楽賞いったフランスの音楽賞を受賞している。
室内音楽においては、アイザック・スターン、ジャン＝ピエール・ランパル、パトリック・ガロワ、ブルーノ・リグット、ゲーリー・ホフマンらと共演。ピエール・アモイヤルとピアノとヴァイオリンのデュオ、エネスコ四重奏団やファイ・アート・カルテットとも共演する。またヤニス・ヴァカレリスやアルド・チッコリーニ、マウリツィオ・モレッティとも2台ピアノを演奏している。